# Problém demarkace
Ve filozofii vědy a epistemologii je problém demarkace otázkou, jaké jsou hranice mezi vědou a nevědou. Debata pokračuje i po více než dvou tisíciletích vzájemného dialogu mezi filosofy vědy a vědci z různých oborů a má důsledky pro to, co lze označit za „vědecké“ v mnoha oblastech, mimo jiné třeba ve vzdělávání či veřejné politice.:s.26,35

## Starověk
Raný pokus o vymezení lze spatřovat ve snaze řeckých přírodních filozofů a lékařů odlišit své metody a popis přírody od mytologických či mystických popisů jejich předchůdců a současníků.
| „                                                              | Aristoteles obšírně popsal, co obnáší vědecké poznání něčeho. Aby byl člověk vědecký, musí se podle něj zabývat příčinami, musí používat logickou demonstraci a musí identifikovat univerzálie, které "tkví" v jednotlivostech smyslu. Ale především, aby člověk mohl mít vědu, musí mít apodiktickou jistotu. Právě poslední rys je pro Aristotela tím, co nejzřetelněji odlišuje vědecký způsob poznání. | “ |
| — Larry Laudan, "The Demise of the Demarcation Problem" (1983) | |   |

G. E. R. Lloyd poznamenal, že skupiny, které se zabývaly různými formami zkoumání přírody, si kladly za cíl "legitimizovat své vlastní pozice" a "nárokovat si nový druh moudrosti, která údajně přináší vyšší osvícení, dokonce vyšší praktickou účinnost". Lékařští spisovatelé hippokratovské tradice tvrdili, že jejich diskuse jsou založeny na nutných demonstracích, což je téma, které rozvinul Aristoteles ve svých Posteriorních analýzách. Jedním z prvků této polemiky na podporu vědy byl důraz na jasnou a jednoznačnou prezentaci argumentů a odmítnutí obrazů, analogií a mýtů staré moudrosti. Některá z jimi uváděných naturalistických vysvětlení jevů se ukázala jako značně fantaskní a jen málo se opírající o skutečná pozorování.
Ciceronův spis De Divinatione implicitně používal pět kritérií vědeckého vymezení, která používají i moderní filozofové vědy.

## Logický pozitivismus
Logický pozitivismus, formulovaný ve 20. letech 20. století, zastával názor, že smysluplná jsou pouze tvrzení o faktech nebo logických vztazích mezi pojmy. Všechny ostatní výroky postrádají smysl a jsou označovány za "metafyziku" (viz teorie ověřitelnosti významu známá také jako verifikacionismus).
Podle A. J. Ayera metafyzikové činí výroky, které tvrdí, že mají "znalosti o realitě, která [přesahuje] fenomenální svět". Ayer, člen Vídeňského kroužku a známý anglický logický pozitivista, tvrdil, že vypovídat o světě mimo vlastní bezprostřední smyslové vnímání je nemožné. Je tomu tak proto, že i metafyzikova první premisa nutně vychází z pozorování učiněných prostřednictvím smyslového vnímání.
Ayer naznačil, že demarkační linie je charakterizována jako místo, kde se výroky stávají "fakticky významnými". Aby bylo tvrzení "fakticky významné", musí být ověřitelné. Aby byl výrok ověřitelný, musí být ověřitelný v pozorovatelném světě nebo musí jít o fakta, která lze vyvodit z "odvozené zkušenosti". Toto kritérium se označuje jako kritérium ověřitelnosti (verifikační kritérium).
Toto rozlišení mezi vědou, která podle Vídeňského kruhu disponovala empiricky ověřitelnými výroky, a tím, co pejorativně nazývali "metafyzikou", která takové výroky postrádala, lze považovat za další aspekt problému demarkace. O logickém pozitivismu se často hovoří v souvislosti s vymezením hranic mezi vědou a nevědou či pseudovědou. "Cílem verifikacionistických návrhů však bylo vyřešit zřetelně odlišný problém demarkace, a to problém mezi vědou a metafyzikou."

## Falzifikovatelnost
Karl Popper považoval demarkaci za ústřední problém filozofie vědy. Popper problém demarkace formuluje takto:
| „ | Problém nalezení kritéria, které by nám umožnilo rozlišit mezi empirickými vědami na jedné straně a matematikou a logikou, jakož i 'metafyzickými' systémy na straně druhé, nazývám "problémem demarkace". | “ |

Falzifikovatelnost je demarkační kritérium, které Popper navrhl v protikladu k verifikacionismu: "aby mohly být výroky nebo jejich systémy hodnoceny jako vědecké, musí být způsobilé být v rozporu s možnými nebo myslitelnými pozorováními".

### Proti ověřitelnosti
Popper odmítl řešení založená na induktivním uvažování, a odmítl tak logicko-pozitivistické odpovědi na problém demarkace. Tvrdil, že logičtí pozitivisté chtějí vytvořit hranici mezi metafyzickým a empirickým, protože věří, že empirická tvrzení jsou smysluplná a metafyzická nikoli. Na rozdíl od Vídeňského kroužku Popper uvedl, že jeho návrh není kritériem "smysluplnosti".
| „                  | Popperovo demarkační kritérium bylo kritizováno jak za to, že vylučuje legitimní vědu ..., tak za to, že některým pseudovědám přiznává status věd ... Podle Larryho Laudana (1983, 121) "má za následek, že se za 'vědecké' považuje každé tvrzení, které je nepravdivé". Astrologie, kterou Popper právem považuje za neobyčejně jasný příklad pseudovědy, byla ve skutečnosti testována a důkladně vyvrácena ... Obdobně se dá říct, že hlavní hrozby pro vědecký status psychoanalýzy (dalšího z jeho hlavních cílů) nepocházejí z tvrzení, že je netestovatelná, ale z tvrzení, že byla testována a v testech selhala. | “ |
| — Sven Ove Hansson | |   |

Humův problém indukce ukazuje podle Poppera to, že neexistuje způsob, jak na základě libovolného počtu empirických pozorování vytvořit smysluplná univerzální tvrzení. Proto nejsou empirická tvrzení o nic více "ověřitelná" než tvrzení metafyzická.
To vytváří problém pro demarkační linii, kterou chtěli pozitivisté vést mezi empirickým a metafyzickým. Podle Poppera je empirické na základě jejich vlastního "kritéria ověřitelnosti" začleněno do metafyzického a demarkační linie mezi nimi přestává existovat.

### Řešení falzifikovatelnosti
Popper ve své pozdější práci uvedl, že falzifikovatelnost je nutným i postačujícím kritériem pro vymezení. Falzifikovatelnost popsal jako vlastnost "logické struktury vět a tříd vět", takže vědecký či nevědecký status výroku se v průběhu času nemění. To shrnul tak, že výrok je falzifikovatelný "tehdy a jen tehdy, když logicky odporuje nějaké (empirické) větě, která popisuje logicky možnou událost, kterou by bylo logicky možné pozorovat".

## Kuhnovský postpozitivismus
Thomas Kuhn, americký historik a filozof vědy, je často spojován s tzv. postpozitivismem nebo postempirismem. Ve své knize Struktura vědeckých revolucí z roku 1962 Kuhn rozdělil proces uskutečňování vědy na dvě různé činnosti, které nazval normální věda a mimořádná věda (někdy je také nazýval "revoluční věda"). Řekl, že "nesmíme hledat ostré nebo rozhodující" demarkační kritérium. Podle Kuhnova názoru "je to spíše normální věda, v níž nedochází k testování typu sira Karla [Poppera], než mimořádná věda, která nejblíže odlišuje vědu od jiných činností". Užitečnost vědeckého paradigmatu pro řešení hádanek tak spočívá v tom, že navrhuje řešení nových problémů a zároveň nadále odpovídá na všechny problémy řešené paradigmatem, které nahrazuje.
| „                | A konečně, a to je zatím můj hlavní bod, pozorný pohled na vědecký proces naznačuje, že je to spíše normální věda, v níž se testování typu sira Karla [Poppera] nevyskytuje, než mimořádná věda, která nejvíce odlišuje vědu od jiných činností. Pokud existuje nějaké demarkační kritérium (a myslím, že nesmíme hledat ostré nebo rozhodující), může spočívat právě v té části vědy, kterou sir Karl ignoruje. | “ |
| — Thomas S. Kuhn | |   |

| „                  | Kuhnův názor na demarkaci je nejzřetelněji vyjádřen v jeho srovnání astronomie s astrologií. Od starověku je astronomie činností, která řeší hádanky, a proto je vědou. Pokud astronomova předpověď selhala, jednalo se o hádanku, kterou mohl doufat vyřešit například dalšími měřeními nebo úpravami teorie. Naproti tomu astrolog žádné takové hádanky neměl, protože v této disciplíně "konkrétní neúspěchy nezavdávaly příčinu k badatelským hádankám, neboť žádný člověk, jakkoli zkušený, je nemohl využít ke konstruktivnímu pokusu o revizi astrologické tradice" ... Podle Kuhna tedy astrologie nikdy nebyla vědou. | “ |
| — Sven Ove Hansson | |   |

Popper kritizoval Kuhnovo demarkační kritérium s tím, že astrologové se zabývají řešením hádanek, a proto Kuhnovo kritérium uznává astrologii jako vědu. Uvedl, že Kuhnovo kritérium vede k "velké katastrofě ... [k] nahrazení racionálního kritéria vědy kritériem sociologickým".

## Feyerabend a Lakatos
Kuhnova práce do značné míry zpochybnila Popperovo vymezení a zdůraznila lidskou, subjektivní kvalitu vědeckých změn. Paul Feyerabend se obával, že samotná otázka demarkace je zrádná: věda sama o sobě demarkační kritérium nepotřebuje, ale místo toho se někteří filozofové snaží ospravedlnit zvláštní autoritativní postavení, z něhož by věda mohla ovládat veřejný diskurz. Feyerabend tvrdil, že věda ve skutečnosti nezaujímá zvláštní postavení ani z hlediska své logiky, ani z hlediska metody, a že nelze podporovat žádné nároky vědců na zvláštní autoritu. Tvrdil, že v dějinách vědecké praxe nelze najít žádné pravidlo nebo metodu, které by nebyly v určitém okamžiku porušeny nebo obejity za účelem rozvoje vědeckého poznání. Imre Lakatos i Feyerabend naznačují, že věda není autonomní formou uvažování, ale je neoddělitelná od širšího souboru lidského myšlení a bádání.[zdroj?]

## Thagard
Paul R. Thagard navrhl další soubor zásad, které se snaží tyto obtíže překonat, a tvrdil, že je důležité, aby společnost našla způsob, jak toho dosáhnout. Podle Thagardovy metody není teorie vědecká, pokud splňuje dvě podmínky:
1. Tato teorie byla po dlouhou dobu méně progresivní než alternativní teorie a potýká se s mnoha nevyřešenými problémy.
2. Společenství praktikujících se málo snaží rozvíjet teorii směrem k řešení problémů, nejeví zájem o pokusy o hodnocení teorie ve vztahu k ostatním a selektivně zvažuje potvrzení a nepotvrzení.

Thagard upřesnil, že někdy teorie stráví nějaký čas jako pouhé "neperspektivní", než si skutečně zaslouží označení pseudověda. Jako příklad uvedl astrologii: ta ve srovnání s pokroky ve fyzice v 17. století stagnovala a "pseudovědou" se stala až později při nástupu alternativních vysvětlení, která poskytla psychologie v 19. století.
Thagard také uvedl, že jeho kritéria by neměla být vykládána tak úzce, aby umožňovala záměrné ignorování alternativních vysvětlení, nebo tak široce, aby znehodnocovala naši moderní vědu ve srovnání s vědou budoucnosti. Jeho definice je praktická a obecně se snaží odlišit pseudovědu jako oblast bádání, která stagnuje a nemá aktivní vědecké zkoumání.

## Pohledy některých historiků
Mnoho historiků vědy se zabývá vývojem vědy od jejích primitivních počátků, a proto definují vědu dostatečně široce, aby zahrnuli i rané formy přírodovědného poznání. Vědec a historik William Cecil Dampier Whetham v článku o vědě v jedenáctém vydání Encyklopedie Britannica definoval vědu jako "uspořádané poznání přírodních jevů a vztahů mezi nimi". Marshall Clagett ve své studii o řecké vědě definoval vědu jako "zaprvé uspořádané a systematické chápání, popis a/nebo vysvětlení přírodních jevů a zadruhé [matematické a logické] nástroje, které jsou k tomu nezbytné". Podobná definice se nedávno objevila ve studii Davida Pingreeho o rané vědě: "Věda je systematické vysvětlení vnímaných nebo imaginárních jevů, nebo je na takovém vysvětlení založena. Matematika má ve vědě místo pouze jako jeden ze symbolických jazyků, v nichž lze vědecká vysvětlení vyjádřit." Tyto definice se zaměřují spíše na předmět vědy než na její metodu a z tohoto pohledu se filozofická snaha o stanovení hranice mezi vědou a ne-vědou stává "problematickou, ne-li zbytečnou".

## Laudan
Larry Laudan dospěl po prozkoumání různých historických pokusů o stanovení demarkačního kritéria k závěru, že "filozofie selhala ve svých pokusech odlišit vědu od nevědy - odlišit vědu od pseudovědy". Žádný z minulých pokusů by nebyl přijat většinou filosofů a podle jeho názoru by neměl být přijat ani jimi, ani nikým jiným. Konstatoval, že mnoho dobře podložených přesvědčení není vědeckých a naopak mnoho vědeckých domněnek není dobře podložených. Uvedl také, že demarkační kritéria byla historicky používána jako machine de guerre v polemických sporech mezi "vědci" a "pseudovědci". Uvádí řadu příkladů z každodenní fotbalové a tesařské praxe a z nevědy, jako je literární kritika a filozofie. Na základě nich ilustruje, že otázka, zda je nějaké přesvědčení dobře podložené, či nikoliv, má větší praktický a filozofický význam než to, zda je vědecké, či nikoliv. Podle jeho soudu bylo vymezení vědy a nevědy pseudoproblémem, který by bylo nejlépe nahradit zaměřením se na rozlišení spolehlivého a nespolehlivého poznání, aniž by se obtěžoval otázkou, zda je toto poznání vědecké, či nikoli. Výrazy jako "pseudověda" nebo "nevědecký" by odkázal do rétoriky politiků nebo sociologů.

## Po Laudanovi
Jiní s Laudanem nesouhlasili. Sebastian Lutz například tvrdil, že demarkace nemusí být jedinou nutnou a postačující podmínkou, jak naznačoval Laudan. Laudanova úvaha spíše stanoví, že musí existovat nanejvýš jedno nutné kritérium a jedno případně jiné postačující kritérium.
Byly navrženy různé typologie nebo taxonomie věd a nevěd a spolehlivých znalostí a iluzorních znalostí. Ian Hacking, Massimo Pigliucci a další si všimli, že vědy obecně odpovídají konceptu rodinné podobnosti Ludwiga Wittgensteina.
Jiní kritici se vyslovili pro vícenásobná demarkační kritéria a navrhli, aby existoval jeden soubor kritérií pro přírodní vědy, jiný soubor kritérií pro společenské vědy a aby tvrzení týkající se nadpřirozena měla soubor pseudovědeckých kritérií.

## Význam
Diskuse o problému demarkace zdůrazňují rétoriku vědy a podporují kritické myšlení. Kriticky uvažující občané, kteří se v politických diskusích vyjadřují s pomocí rozumných argumentů, přispívají k osvícené demokracii.:s.35
Filozof Herbert Keuth poznamenal:
| „ | Pravděpodobně nejdůležitější funkcí vymezení mezi vědou a nevědou je odepřít politickým a náboženským autoritám právo vynášet závazné soudy o pravdivosti určitých skutkových tvrzení. | “ |

Starost o informovanou výživu lidí vyvolala v roce 1942 následující poznámku:
| „ | Mají-li být naši chlapci a dívky vystaveni povrchním a často špatně informovaným výrokům o vědě a medicíně, které se objevují v rozhlase a denním tisku, je žádoucí, ne-li nutné, aby se ve školách poskytovaly přesné faktické informace. Ačkoli to není výzva, aby učitelé chemie okamžitě zavedli do svých osnov studium bílkovin, je to návrh, aby se alespoň informovali a byli připraveni odpovídat na otázky a čelit účinkům dezinformací. | “ |

Problém demarkace je přirovnáván k problému odlišení falešných zpráv od skutečných, který se dostal do popředí během prezidentských voleb ve Spojených státech v roce 2016.